# Charles François Droüart de Lezey
Charles François Droüart de Lezey, né le 28 septembre 1781 à Gravelines (Flandre française) et décédé le 6 août 1818 à Dunkerque (Nord), est un magistrat et homme politique français.

## Biographie
Procureur impérial à Dunkerque, quand il est élu Député du Nord à la Chambre des Cent Jours par l'arrondissement de Dunkerque, avec 25 voix sur 41 votants. Il ne fait pas partie d'autres législatures.

## Sources
- « Charles François Droüart de Lezey », dans Adolphe Robert et Gaston Cougny, Dictionnaire des parlementaires français, Edgar Bourloton, 1889-1891 [détail de l’édition]